# Katarzyna Bosacka
Katarzyna Bosacka (ur. 19 lipca 1972 w Warszawie) – polska dziennikarka i publicystka prasowa i telewizyjna, prezenterka telewizyjna, youtuberka i osobowość medialna.

## Kariera
Z wykształcenia jest polonistką. Jest współautorką książek Cena urody i Jestem mamą, w których opisała historie dziennikarek i aktorek oraz ich doświadczenia związane z macierzyństwem. W 1996 zaczęła pracę w „Gazecie Wyborczej”, a także pracowała w redakcji „Wysokich Obcasów” (1998–2011), sobotnim dodatku dla kobiet do dziennika, przy czym w latach 2007–2010 była korespondentką „Wysokich Obcasów” w Waszyngtonie.
W latach 2006–2008 wspólnie z Klaudią Carlos prowadziła program TVN Style Salon piękności. Od września 2010 prowadziła program konsumencki Wiem, co jem i wiem, co kupuję na TVN Style. Od wiosny 2013 prowadziła program O matko!. W czerwcu 2019 TVN rozwiązał umowę z Bosacką w związku z podjęciem współpracy firmą Laboratorium Naturella i zostaniu przez nią ambasadorką marek OnlyBio oraz OnlyEco. Od 20 sierpnia 2019 prowadzi kanał na platformie YouTube pod nazwą EkoBosacka, na którym zamieszcza filmy dotyczące ekologii i zdrowej żywności. Wiosną 2020 prowadziła program DeFacto Bosacka na TTV. W październiku 2024 związała się z Telewizją Polską, gdzie od 6 listopada br. współprowadzi popołudniowy program Dobrego dnia w TVP3 Warszawa.
W 2011 otrzymała Kryształowe Pióro za najlepszy materiał dziennikarski poświęcony profilaktyce nadciśnienia i chorób serca. W 2012 zdobyła główną nagrodę Urzędu Ochrony Konkurencji i Konsumentów w konkursie „Libertas et Auxilium” za najlepszy program poświęcony ochronie konsumentów. W maju 2014 otrzymała Laur Ekoprzyjaźni 2013, nagrodę ogólnopolskiego miesięcznika ekologicznego „Ekonatura”, za „wybitne zasługi na rzecz edukacji ekologicznej i prozdrowotnej w Polsce”.

## Życie prywatne
26 kwietnia 1997 poślubiła Marcina Bosackiego, dziennikarza, posła, senatora X kadencji i byłego ambasadora RP w Kanadzie, z którym rozwiodła się w marcu 2024. Mają czwórkę dzieci: Jana, Marię, Zofię i Franciszka. W czerwcu 2025 wyszła za Tomasza Makulskiego.

## Publikacje
- Katarzyna Bosacka, dr Maria Noszczyk, Cena urody, Wydawnictwo Prószyński i s-ka; 2003, ISBN 83-7337-645-3.
- Katarzyna Bosacka, red. Katarzyna Tubylewicz, Jestem mamą, Wydawnictwo Znak, 2004, ISBN 83-240-0457-2.
- Katarzyna Bosacka, Klaudia Carlos, Salon piękności, Wydawnictwo Publicat, 2007, ISBN 978-83-245-1292-8.
- Katarzyna Bosacka, Klaudia Carlos, Kalendarz kobiety, Wydawnictwo Publicat, 2008, ISBN 978-83-245-1509-7.
- Katarzyna Bosacka, doc. Małgorzata Kozłowska-Wojciechowska, Czy wiesz, co jesz. Poradnik konsumenta, czyli na co zwracać uwagę robiąc codzienne zakupy, Wydawnictwo Publicat, 2010, ISBN 978-83-245-1852-4.
- Katarzyna Bosacka, Cudnie chudnie. Żegnaj pulpecie. Wydawnictwo Publicat, 2013.
- Katarzyna Bosacka, Wiem co kupuję! Poradnik konsumenta, czyli na co zwracać uwagę, robiąc codzienne zakupy, Wydawnictwo Publicat, 2014, ISBN 978-83-245-1931-6.
- Katarzyna Bosacka, Aleksandra Misztal, Wiem co jem. Przepisy z programu, Wydawnictwo Publicat, 2015, ISBN 978-83-245-2083-1.
- Katarzyna Bosacka, Bosacka po polsku. Nowoczesne przepisy kuchni polskiej, Wydawnictwo Publicat, 2016, ISBN 978-83-245-2204-0.
- Katarzyna Bosacka, Czy wiesz, co jesz? Leksykon dobrych zakupów, Wydawnictwo Publicat, 2019.